# Мохави (Калифорнија)
Мохави (енгл. Mojave) насељено је место без административног статуса у америчкој савезној држави Калифорнија.

## Демографија
По попису из 2010. године број становника је 4.238, што је 402 (10,5%) становника више него 2000. године.
| Група             | 2000.         | 2010.         |
| Белци             | 2.291 (59,7%) | 1.843 (43,5%) |
| Афроамериканци    | 214 (5,6%)    | 638 (15,1%)   |
| Азијати           | 77 (2,0%)     | 53 (1,3%)     |
| Хиспаноамериканци | 1.086 (28,3%) | 1.592 (37,6%) |
| Укупно            | 3.836         | 4.238         |